# Brachyplatystoma tigrinum
Espèce
Synonymes
- Merodontotus tigrinus Britski, 1981

Brachyplatystoma tigrinum est une espèce de poisson-chats de la famille des Pimelodidae originaire du Brésil, de Colombie et du Pérou,.

## Répartition
Ce poisson est signalé dans le bassin du haut Amazone, à Cachoeira do Teotônio, dans le nord-ouest du Brésil, ainsi que dans les bassins du Caquetá et du Putomayo en Colombie et dans les bassins versants de l'Ucayali et du Marañon au Pérou.

## Description
Il atteint une longueur de 500 mm. Tête allongée et comprimée. Filaments caudaux supérieurs et inférieurs. La couleur est parfois confondue avec celle de B. juruense, mais les bandes sont continues et non divisées et la mâchoire supérieure est plus longue. Le corps est jaune à presque blanc à la base avec des bandes noires.

## Écologie
Il vit dans des eaux de couleur blanche avec une forte proportion de solides dissous, une faible transparence, un taux élevé d'oxygène dissous.
Il est exclusivement piscivore,.

## Systématique
Le nom valide complet (avec auteur) de ce taxon est Brachyplatystoma tigrinum (Britski, 1981).
L'espèce a été initialement classée dans le genre Merodontotus sous le protonyme Merodontotus tigrinus Britski, 1981.
Brachyplatystoma tigrinum a pour synonyme :
- Merodontotus tigrinus Britski, 1981